# Енералка (замок)
Малый замок Енералка (иначе Йенералка, чеш. Malý zámek Jenerálka) — архитектурный памятник конца XVIII века. Находится в историческом районе Праги Енералка, округ Прага 6.

## История
В конце XVIII века посёлок Енералка по большей части занимали виноградники, принадлежащие Страховому монастырю. После реформы, проведённой императором Иосифом II в 1782 году, земли, ранее принадлежавшие монастырям, были секуляризированы. Под опекой монахов осталась лишь небольшая церковь св. Яна Непомуцкого. После секуляризации посёлок начал расширяться и в 90-х годах XVIII века были заложены основы малого замка, построены некоторые вспомогательные помещения. Однако хозяин этих земель не справился со своим хозяйством и 11 октября 1826 года, не завершив строительство, продал виноградники и постройки богатому владельцу пекарен на Малой Стране Игнацу Комму за 14 650 флоринов. Комм перепроектировал замок и в начале 1828 года довёл строительство до конца. В то время Енералка была одним из красивейших малых замков Праги. Через год после завершения строительства, Комм продал замок Криштофу Крессу за 22 000 флоринов, который и считается первым владельцем замка.
Владельцы замка в конце XIX — начале XX веков в основном использовали его для сельскохозяйственных нужд. Все помещения, кроме главного здания, были предназначены для этого. В 1922 году Легио-банк купил замок и окружающие территории для нужд Социального института Легионеров. в 1923-26 годах, замок и сопутствующие строения были реконструированы в уникальном псевдо-барокковом стиле. В самом замке разместился Социальный институт Легионеров, а также библиотека, клуб, офисы, две классные комнаты и т. п. В окружающих реконструированных зданиях были размещены 168 легионеров, большинство с семьями. Почти все из них, кроме недееспособных инвалидов, получили возможность вести своё небольшое хозяйство, сверх общего хозяйства, для нужд общины. В здании С была всеобщая столовая, а в здании Е располагался актовый зал.
Перед началом Второй мировой войны, когда Чехия оказалась под протекторатом нацистской Германии, легионеры были выселены из замка, и здесь разместился местный штаб Гестапо. В 1942 году Гестапо создало здесь интернат для детей известных чешских политиков, военных и общественных деятелей, которые находились в заключении или были казнены. Предполагалось, что эти дети должны быть усыновлены немецкими офицерами, чтобы воспитываться как немцы. В 1942-43 годах на территории замка проживало около 50-ти детей, в том числе дети д-ра Шамала, канцлера администрации Президента ЧСР, генерала Бочека, министра Чикла и др. К концу 1943 года дети были вывезены из замка (большая их часть к этому времени была принята в немецкие офицерские семьи), а в замке был создан архив Гестапо, для работы в котором было выделено несколько политзаключённых из Терезина. Среди них были довольно известные чешские общественные деятели, такие как д-р Крофта, Дерер, драматург Ярослав Квапил, Краина, Грубы, и др.
После войны в замке снова разместились легионеры, но ненадолго. После прихода к власти правительства Готвальда, замок был передан техническому департаменту министерства обороны, который переместил сюда военные исследовательско-промышленные фабрики с Судетской области. На территории замка проживало 16 военных инженеров с семьями в специально для этого построенном доме, который был снесён в 1995 году во время реконструкции замка. С 1953 года военные исследования проводились под руководством национальной компании «Тесла». Таким образом, до бархатной революции замок служил целям военной промышленности.
После революции государство не было сильно заинтересовано в военных исследованиях, проводимых «Теслой», поэтому компания решила распродать часть имущества. В число продаваемой собственности попал и замок «Енералка». В конце ноября 1993 года тендер выиграла Европейская баптистская федерация, которая стала собственником замка и прилегающих территорий с января 1994 года. В 1994-97 годах замок был реконструирован; ему был возвращён вид начала 20-х годов XX века. Большая часть зданий, достроенных во времена коммунистического правления, была снесена, оставшиеся — реконструированы под нужды Международной баптистской богословской семинарии, переехавшей сюда из Швейцарии в 1997 году.

## Краткое описание архитектуры
Главное здание комплекса, то есть сам замок (здание А) является двухэтажным строением с мансардной крышей, увенчанной небольшой башенкой с флюгером в виде петуха, и псевдо-барокковым фасадом. Посреди ризалита на втором этаже с главного зала выступает небольшой балкон. Небольшой дворик под балконом заканчивается двойной лестницей, увенчанной фигурками Амуров, нисходящей к «английскому парку». С обратной стороны замка находится внутренний двор, окружённый ещё тремя зданиями. Здания B и D представляют собой не очень точную зеркальную копию друг друга. Напротив замка находится здание С, трёхэтажное, с резным оформлением крыши. Посреди внутреннего двора возведён фонтан (1997 года).

## В настоящее время
С 1994 года замок и большая часть прилегающих зданий принадлежат Европейской баптистской федерации. На территории замка находится штаб-квартира ЕБФ, Международная баптистская богословская семинария, гостиница «Енералка», англоязычный детский сад «Neverland», общежития МББС и Пражского колледжа (англ. Prague College). В непосредственной близости от замка находятся рестораны «Енералка» и «Хрватски млин» («Хорватская мельница»), а также природный парк Дивока Шарка.

## Владельцы
- 1829—1868 Криштоф Кресс
- 1868—1875 Зено Вохмут
- 1875—1883 Франтишек Брохлит
- 1883—1892 Ян Ходоунски
- 1892—1920 Йосефа Урбанкова
- 1920—1922 Богумил Трнка
- 1922—1939 Легио банк
- 1939—1945 Гестапо
- 1945—1947 Легио банк

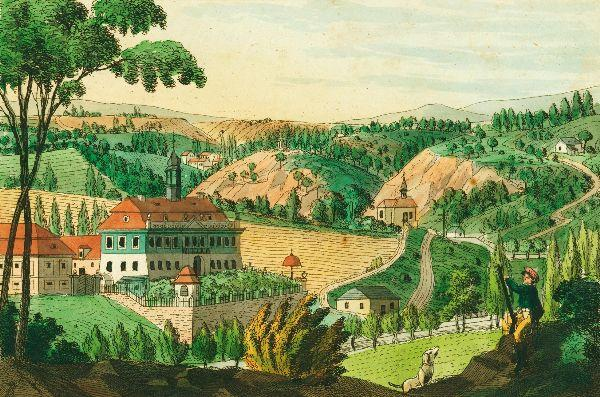
Замок в 1830 г.

- 1947—1953 Военный технический департамент
- 1953—1993 Национальная исследовательская компания «Тесла», Исследовательский институт «Тесла» им. А. С. Попова
- 1994-доныне Европейская баптистская федерация